# Letnia Uniwersjada 2005
Letnia Uniwersjada 2005 - odbyła się w dniach 11-22 sierpnia w Izmirze w Turcji.

## Dyscypliny
| - Gimnastyka - Judo - Koszykówka - Lekkoatletyka | - Piłka nożna - Piłka wodna - Pływanie - Siatkówka | - Szermierka - Tenis |
| - Łucznictwo - Żeglarstwo                        | - Taekwondo                                        | - Zapasy             |

## Obiekty
| Obiekt                           | Konkurencje                                             |
| Atatürk Stadium                  | Lekkoatletyka, Ceremonia otwarcia, Ceremonia zamknięcia |
| Atatürk Sports Hall              | Koszykówka                                              |
| Narlıdere Swimming Pool          | Skoki do wody                                           |
| Kultur Park Hall 2               | Szermierka                                              |
| Alsancak Stadium                 | Piłka nożna                                             |
| Halkapynar Sports Hall           | Gimnastyka sportowa                                     |
| Kultur Park Hall - 3             | Gimnastyka artystyczna                                  |
| Manisa ÖİM Swimming Pool         | pływanie                                                |
| Karşıyaka Tennis Center          | Tenis                                                   |
| Gürsel Aksel Sports Hall         | Siatkówka                                               |
| Atatürk Swimming Pool            | Piłka wodna                                             |
| Yamanlar High School Sports Hall | Zapasy                                                  |
| Kultur Park Hall - 4             | Taekwondo                                               |
| Karşıyaka Sailing Center         | Żeglarstwo                                              |
| İzmirspor Facilities             | Łucznictwo                                              |

## Państwa uczestniczące
| Afryka                                                                                            | Afryka                                                                                           | Afryka                                                                        | Afryka                                                                                        |  |
| ------------------------------------------------------------------------------------------------- | ------------------------------------------------------------------------------------------------ | ----------------------------------------------------------------------------- | --------------------------------------------------------------------------------------------- |  |
| - Algieria - Kamerun                                                                              | - Egipt - Kenia                                                                                  | - Maroko - Mozambik                                                           | - RPA - Uganda                                                                                |  |
| Ameryki                                                                                           |                                                                                                  |                                                                               |                                                                                               |  |
| - Argentyna - Brazylia                                                                            | - Kanada - Kuba                                                                                  | - Meksyk - Portoryko                                                          | - Stany Zjednoczone                                                                           |  |
| Azja                                                                                              |                                                                                                  |                                                                               |                                                                                               |  |
| - Azerbejdżan - Chiny - Japonia - Kazachstan                                                      | - Korea Południowa - Indonezja - Indie - Iran                                                    | - Malezja - Mongolia - Filipiny - Korea Północna                              | - Tajlandia - Chińskie Tajpej - Uzbekistan - Wietnam                                          |  |
| Europa                                                                                            |                                                                                                  |                                                                               |                                                                                               |  |
| - Armenia - Austria - Belgia - Białoruś - Bośnia i Herc. - Chorwacja - Cypr - Hiszpania - Estonia | - Finlandia - Francja - Wielka Brytania - Gruzja - Niemcy - Grecja - Węgry - Irlandia - Bułgaria | - Izrael - Włochy - Litwa - Łotwa - Mołdawia - Holandia - Polska - Portugalia | - Rumunia - Rosja - Słowenia - Serbia i Czarnogóra - Szwajcaria - Słowacja - Turcja - Ukraina |  |
| Oceania                                                                                           |                                                                                                  |                                                                               |                                                                                               |  |
| - Australia                                                                                       | - Nowa Zelandia                                                                                  |                                                                               |                                                                                               |  |

## Polska

### Medale

#### Złoto
- Otylia Jędrzejczak – pływanie, 100 m stylem motylkowym, 58,74
- Otylia Jędrzejczak – pływanie, 200 m stylem dowolnym, 1.58,49
- Otylia Jędrzejczak – pływanie, 200 m stylem motylkowym, 2.09,67
- Paweł Korzeniowski – pływanie, 200 m stylem motylkowym, 1.56,52
- Sławomir Kuczko – pływanie, 200 m stylem klasycznym, 2.12,35
- Przemysław Stańczyk – pływanie, 800 m stylem dowolnym, 7.57,00
- Kamila Skolimowska – lekkoatletyka, rzut młotem, 72,75 m
- Wioletta Potępa – lekkoatletyka, rzut dyskiem, 62,10 m
- Aleksander Waleriańczyk – lekkoatletyka, skok wzwyż, 2,30 m
- Rafał Wieruszewski, Daniel Dąbrowski, Piotr Kędzia, Piotr Klimczak – lekkoatletyka, sztafeta 4 x 400 m, 3.02,57
- Tomasz Majewski – pchnięcie kulą, 20,60 m
- Katarzyna Szotyńska – żeglarstwo, klasa Laser Radial

#### Srebro
- Monika Bejnar, Ewelina Sętowska, Marta Chrust-Rożej, Grażyna Prokopek – lekkoatletyka, sztafeta 4 x 400 m, 3.27,71
- Piotr Myszka – klasa Mistral
- Drużyna żeglarzy (Katarzyna Szotyńska Piotr Myszka, Agata Brygoła, Natalia Kosińska i Marcin Rudawski)
- Krystian Brzozowski – zapasy, styl wolny, 74 kg
- Radosław Truszkowski – zapasy, styl klasyczny, 74 kg
- Justyna Barciak – zapasy, 59 kg
- Radosław Glonek – szermierka, floret
- Drużyna siatkarek (Marta Pluta, Anna Woźniakowska, Natalia Bamber, Izabela Żebrowska, Katarzyna Sielicka, Dominika Koczorowska, Mariola Barszcz, Katarzyna Biel, Magdalena Godos, Karolina Kosek, Aleksandra Liniarska)

#### Brąz
- Łukasz Drzewiński – pływanie, 200 m stylem motylkowym, 1.58,13
- Beata Kamińska – pływanie, 100 m stylem klasycznym, 1.09,83
- Marta Chrust-Rożej – bieg na 400 m przez płotki, 55,49
- Agnieszka Wieszczek – zapasy, 72 kg
- Hanna Cygan – szermierka, szpada
- Aleksandra Socha, Irena Więckowska, Bogna Jóźwiak, Katarzyna Karpińska – szermierka, drużyna, szabla
- Radosław Nijaki, Marcin Urban – tenis ziemny, debel
- Justyna Mospinek, Wioleta Myszor, Anna Szukalska – łucznictwo, drużyna

## Tabela medalowa
| Czołówka klasyfikacji medalowej |                   |    |    |    |    |
| Lp.                             | Państwo           |    |    |    |    |
| 1.                              | Rosja             | 26 | 16 | 23 | 65 |
| 2.                              | Chiny             | 21 | 16 | 12 | 49 |
| 3.                              | Japonia           | 18 | 18 | 20 | 56 |
| 4.                              | Ukraina           | 18 | 16 | 18 | 52 |
| 5.                              | Stany Zjednoczone | 17 | 12 | 14 | 43 |
| 6.                              | Polska            | 12 | 8  | 8  | 28 |
| 7.                              | Korea Południowa  | 11 | 14 | 9  | 34 |
| 8.                              | Turcja            | 10 | 11 | 6  | 27 |
| 9.                              | Chińskie Tajpej   | 6  | 2  | 4  | 12 |
| 10.                             | Włochy            | 5  | 6  | 13 | 24 |